# Championnat de Slovaquie de hockey sur glace 2019-2020
Saison précédente Saison suivante
La saison 2019-2020 est la vingtième-septième saison des championnats de hockey sur glace de Slovaquie : l’Extraliga, la première division, la 1. liga, le deuxième échelon, et des autres divisions inférieures. La saison est annulée en raison de la pandémie de Covid-19.

## Extraliga

### Saison régulière
Deux équipes hongroises participent au championnat : le DVTK Jegesmedvék Miskolc et le MAC Budapest.
La saison se termine le 11 mars en raison de la pandémie de Covid-19 alors que la deuxième phase n'est pas terminée.

#### Première phase
| Clt   | Équipe                     | PJ | V  | VP | D  | DP | BP  | BC  | Diff | Pts |
| ----- | -------------------------- | -- | -- | -- | -- | -- | --- | --- | ---- | --- |
| +001, | HC ’05 Banská Bystrica     | 48 | 27 | 9  | 9  | 3  | 154 | 93  | +61  | 102 |
| +002, | HC Slovan Bratislava       | 48 | 28 | 6  | 10 | 4  | 173 | 95  | +78  | 100 |
| +003, | HC Košice                  | 48 | 25 | 9  | 10 | 4  | 146 | 98  | +48  | 97  |
| +004, | HKM Zvolen                 | 48 | 28 | 0  | 17 | 3  | 173 | 127 | +34  | 87  |
| +005, | HK Poprad                  | 48 | 24 | 5  | 14 | 5  | 148 | 114 | +46  | 87  |
| +006, | HK Dukla Trenčín           | 48 | 22 | 5  | 16 | 5  | 148 | 121 | +27  | 81  |
| +007, | HK Dukla Ingema Michalovce | 48 | 18 | 4  | 19 | 7  | 125 | 136 | -11  | 69  |
| +008, | HK Nitra                   | 48 | 18 | 2  | 21 | 7  | 124 | 136 | -12  | 65  |
| +009, | DVTK Jegesmedvék Miskolc   | 48 | 17 | 5  | 23 | 3  | 127 | 143 | -16  | 64  |
| +010, | MAC Budapest               | 48 | 14 | 2  | 27 | 5  | 139 | 184 | -45  | 51  |
| +011, | HC Mikron Nové Zámky       | 48 | 11 | 6  | 26 | 5  | 125 | 166 | -41  | 50  |
| +012, | HC 07 Detva                | 48 | 14 | 2  | 30 | 2  | 112 | 173 | -61  | 48  |
| +013, | MHk 32 Liptovský Mikuláš   | 48 | 8  | 3  | 32 | 5  | 78  | 186 | -108 | 35  |

- Groupe 1–6
- Groupe 7–12
- Saison terminée

#### Deuxième phase: groupe 1-6
| Clt   | Équipe                 | PJ | V  | VP | D  | DP | BP  | BC  | Diff | Pts |
| ----- | ---------------------- | -- | -- | -- | -- | -- | --- | --- | ---- | --- |
| +001, | HC ’05 Banská Bystrica | 55 | 32 | 10 | 4  | 9  | 180 | 109 | +71  | 120 |
| +002, | HC Slovan Bratislava   | 55 | 29 | 8  | 13 | 5  | 191 | 108 | +73  | 108 |
| +003, | HC Košice              | 55 | 28 | 9  | 14 | 4  | 163 | 114 | +49  | 106 |
| +004, | HK Poprad              | 55 | 28 | 5  | 17 | 5  | 170 | 131 | +39  | 99  |
| +005, | HK Dukla Trenčín       | 55 | 26 | 5  | 19 | 5  | 167 | 139 | +28  | 93  |
| +006, | HKM Zvolen             | 55 | 29 | 0  | 22 | 4  | 186 | 152 | +34  | 91  |

- Qualifié pour les séries éliminatoires

#### Deuxième phase: groupe 7-12
| Clt   | Équipe                     | PJ | V  | VP | D  | DP | BP  | BC  | Diff | Pts |
| ----- | -------------------------- | -- | -- | -- | -- | -- | --- | --- | ---- | --- |
| +007, | HK Dukla Ingema Michalovce | 55 | 20 | 5  | 22 | 8  | 152 | 157 | -5   | 78  |
| +008, | HK Nitra                   | 55 | 21 | 3  | 23 | 8  | 149 | 157 | -8   | 77  |
| +009, | DVTK Jegesmedvék Miskolc   | 55 | 20 | 7  | 25 | 3  | 148 | 158 | -10  | 77  |
| +010, | MAC Budapest               | 55 | 18 | 2  | 30 | 5  | 158 | 201 | -43  | 63  |
| +011, | HC Mikron Nové Zámky       | 55 | 13 | 6  | 28 | 8  | 143 | 188 | -45  | 59  |
| +012, | HC 07 Detva                | 55 | 16 | 3  | 34 | 2  | 131 | 206 | -75  | 56  |

- Qualifié pour les séries éliminatoires
- Saison terminée

### Séries éliminatoires
Les séries éliminatoires sont annulées en raison de la pandémie de Covid-19.